# 植醇
植醇（Phytol）是一种链状的二萜醇，分子式C
20H
40O，用于维生素E和维生素K1的合成前体。植醇是叶绿素分子侧链结构的组成部分。反芻動物的消化道中，叶绿素分解的游离植醇被动物吸收，转化为植烷酸储存在脂肪中。植醇在鲨鱼肝臟中轉化为姥鮫烷。

## 人类病理学
有一种名为雷弗素姆病的常染色体隐性遗传病，患者体内植烷酸大量积累，导致多发性周围神经病变、小脑共济失调、視網膜色素變性、嗅觉缺失和耳聋。尽管人体不能通过降解叶绿素获取植醇，但能将游离植醇转化为植烷酸。因此，雷弗素姆病患者必须严格控制植烷酸及游离植醇的摄取量。有研究系统测定了各种食材中植醇和植烷酸含量，发现食物中游离植醇含量一般不及该病患者需要控制饮食的浓度；植物及植物油中不含植烷酸，而反刍类动物和鱼类的脂肪含有一定比例的植烷酸。

## 自然界
有研究称漆树跳甲等昆虫使用叶绿醇及其代谢产物（例如植烷酸）作为防止自己被捕食的化学威慑剂。这些化合物摄取自它的宿主植物。
间接的证据已经证明大型类人猿在植物的后肠发酵过程中可获得数量可观的植烷酸，这点与人类不同。

## 应用

### 地球化学生物标志物
植醇可能是生物圈中最丰富的链状萜类。植醇及其代谢产物可用作水生环境的生化示踪剂。

### 商业应用
日化行业中，植醇用于化妆品、洗发水、厕所肥皂、家用清洁剂和洗涤剂。世界年消耗量约0.1–1.0吨。